# Colletes eatoni
Colletes eatoni är en biart som beskrevs av Morice 1904. Colletes eatoni ingår i släktet sidenbin, och familjen korttungebin. Inga underarter finns listade i Catalogue of Life.